# Wilhelm Stroh
Wilhelm Johann Stroh (* 17. Februar 1837 in Marköbel; † 8. Februar 1905 ebenda) war Landwirt, Bürgermeister und Mitglied des Deutschen Reichstags.

## Leben
Stroh war der Sohn des Bürgermeisters Johann Martin Stroh und dessen Ehefrau Marie Philippine Lerch. Er besuchte die Volksschule und war bis 1877 Landwirt und von da ab Bürgermeister in Marköbel. Weiter war er Mitglied des Kreistages und Kreisausschusses des Landkreises Hanau und ab 1885 Mitglied des Kurhessischen Kommunallandtages des preußischen Regierungsbezirks Kassel, aus dessen Mitte er ein Mandat für den Provinziallandtag der Provinz Hessen-Nassau erhielt. Er war hier einer der Vertreter aus dem Stand der höchstbesteuerten Grundbesitzer und Gewerbetreibenden und blieb bis zum Jahre 1904 in den Parlamenten.
Von 1893 bis 1898 war er Mitglied des Deutschen Reichstags für den Reichstagswahlkreis Regierungsbezirk Kassel 8 (Hanau, Gelnhausen) und die Deutschkonservative Partei.